# Serghei Marghiev
Serghei Marghiev (russisch Сергей Сосланович Маргиев / Sergei Soslanowitsch Margijew; * 6. November 1992 in Wladikawkas, Nordossetien-Alanien, Russland) ist ein moldauischer Leichtathlet, der sich auf den Hammerwurf spezialisiert hat.

## Sportliche Laufbahn
Serghei Marghiev tritt seit 2009 in internationalen Wettkämpfen im Hammerwurf an. Damals nahm er an den U18-Weltmeisterschaften im italienischen Brixen teil, bei denen er als 15. seiner Qualifikationsgruppe den Einzug in das Finale verpasste. Ein Jahr darauf trat er in der höheren Altersklasse bei den U20-Weltmeisterschaften im kanadischen Moncton an. Zwar konnte er seine Bestleistung auf 66,56 m steigern, dennoch verpasste er als 14. nach der Qualifikation den Einzug in das Finale. 2011 siegte Marghiev erstmals bei den nationalen Meisterschaften seines Landes und nahm im Juli an den U20-Europameisterschaften in Tallinn teil, bei denen er mit Bestleistung von 76,60 m die Silbermedaille gewinnen konnte.
Seit 2012 tritt Marghiev bei den Erwachsenen an. Ende Mai warf er den Hammer auf 75,20 m und qualifizierte sich damit für die Olympischen Sommerspiele in London. Dort kam er allerdings in der Qualifikation nicht über 69,76 m hinaus und belegte am Ende den 31. Platz. 2013 siegte er erneut bei den Moldauischen Meisterschaften. Anfang Juli trat er im Finale der Universiade im russischen Kasan an, das er auf dem achten Platz beendete. Nur wenige Tage später nahm er in Tampere an den U23-Europameisterschaften teil, die er auf dem fünften Platz beendete. 2014 verteidigte er mit persönlicher Bestleistung von 78,27 m seinen nationalen Meistertitel. Seitdem siegte er in jedem darauffolgenden Jahr bei den Moldauischen Meisterschaften. Im August 2014 nahm er in Zürich erstmals bei Europameisterschaften teil und konnte auf Anhieb in das Finale einziehen, das er auf dem neunten Platz beendete. Ein Jahr darauf warf er den Hammer auf 78,72 m, die seitdem als seine persönliche Bestleistung und als Nationalrekord zu Buche stehen. Im Juli nahm er zum zweiten Mal an der Universiade teil und verpasste diesmal mit dem vierten Platz die Medaillenränge nur knapp. Zum Ende der Saison trat er in Peking auch erstmals bei Weltmeisterschaften an, ohne dabei das Finale erreichen zu können. 2016 gelang es Marghiev erneut sich für die Olympischen Sommerspiele zu qualifizieren. Bevor er in Rio de Janeiro antrat, nahm er im Juli an den Europameisterschaften in Amsterdam teil, bei denen er den achten Platz belegte. Einen Monat später gelang es ihm bei den Olympischen Spielen in das Finale einzuziehen, das er als Zehnter beendete.
2017 trat Marghiev in London zum zweiten Mal nacheinander bei den Weltmeisterschaften an. Nachdem er zwei Jahre zuvor noch in der Qualifikation gescheitert war, zog er diesmal in das Finale ein, in dem er mit einer Weite von 75,87 m den achten Platz belegte. Nur wenige Wochen danach trat er erneut zur Universiade an. Nach zuvor zwei Anläufen, konnte er bei seiner dritten Teilnahme diesmal mit Bronze eine Medaille gewinnen. 2018 erreichte Marghiev auch bei den Europameisterschaften in Berlin das Finale und wurde am Ende Siebter. 2019 warf er den Hammer Ende Juni auf eine Weite von 78,20 m und kam damit seiner Bestleistung sehr nahe. Bei den anschließenden Weltmeisterschaften in Doha reichte es nicht um in das Finale einziehen zu können. 2021 gelang ihm die Qualifikation zur dritten Teilnahme an den Olympischen Sommerspielen. In Tokio erreichte er nach 2012 und 2016 zum ersten Mal das Finale, wenngleich er darin mit 75,24 m den letzten Platz der zwölf Finalathleten belegte. 2022 trat er zu seinen insgesamt vierten Weltmeisterschaften an. In der Qualifikation kam er auf 74,17 m, womit der als 15. das Finale der besten Zwölf verpasste. Einen Monat später trat er bei den Europameisterschaften in München an. Dort zog er in das Finale ein und belegte am Ende den zehnten Platz. 2023 trat Marghiev auch bei den Weltmeisterschaften in Budapest an. In der Qualifikation kam er auf 72,91 m und verpasste damit das Finale.
Seine älteren Schwestern Zalina Marghieva und Marina Nichișenco sind ebenfalls im Hammerwurf aktiv.

## Wichtige Wettbewerbe
| Jahr               | Veranstaltung             | Ort                | Platz              | Disziplin          | Weite              |
| Startet für Moldau | Startet für Moldau        | Startet für Moldau | Startet für Moldau | Startet für Moldau | Startet für Moldau |
| ------------------ | ------------------------- | ------------------ | ------------------ | ------------------ | ------------------ |
| 2009               | U18-Weltmeisterschaften   | Brisen             | 28.                | Hammerwurf         | 59,36 m            |
| 2010               | U20-Weltmeisterschaften   | Moncton            | 14.                | Hammerwurf         | 66,56 m            |
| 2011               | U20-Europameisterschaften | Tallinn            | 2.                 | Hammerwurf         | 76,60 m            |
| 2012               | Olympische Sommerspiele   | London             | 31.                | Hammerwurf         | 69,76 m            |
| 2013               | Universiade               | Kasan              | 8.                 | Hammerwurf         | 72,99 m            |
| 2013               | U23-Europameisterschaften | Tampere            | 5.                 | Hammerwurf         | 72,08 m            |
| 2014               | Europameisterschaften     | Zürich             | 9.                 | Hammerwurf         | 75,18 m            |
| 2015               | Universiade               | Gwangju            | 4.                 | Hammerwurf         | 73,65 m            |
| 2015               | Weltmeisterschaften       | Peking             | 23.                | Hammerwurf         | 71,61 m            |
| 2016               | Europameisterschaften     | Amsterdam          | 8.                 | Hammerwurf         | 73,21 m            |
| 2016               | Olympische Sommerspiele   | Rio de Janeiro     | 10.                | Hammerwurf         | 74,14 m            |
| 2017               | Weltmeisterschaften       | London             | 8.                 | Hammerwurf         | 75,87 m            |
| 2017               | Universiade               | Taipeh             | 3.                 | Hammerwurf         | 74,98 m            |
| 2018               | Europameisterschaften     | Berlin             | 7.                 | Hammerwurf         | 74,47 m            |
| 2019               | Weltmeisterschaften       | Doha               | 16.                | Hammerwurf         | 74,28 m            |
| 2021               | Olympische Sommerspiele   | Tokio              | 12.                | Hammerwurf         | 75,24 m            |
| 2022               | Weltmeisterschaften       | Eugene             | 15.                | Hammerwurf         | 74,17 m            |
| 2022               | Europameisterschaften     | München            | 10.                | Hammerwurf         | 73,89 m            |
| 2023               | Weltmeisterschaften       | Budapest           | 18.                | Hammerwurf         | 72,91 m            |
| 2024               | Europameisterschaften     | Rom                | 11.                | Hammerwurf         | 73,07 m            |
| 2024               | Olympische Sommerspiele   | Paris              | 18.                | Hammerwurf         | 73,46 m            |

## Leistungsentwicklung
- 2011: 67,54 m
- 2012: 75,20 m
- 2014: 78,27 m
- 2015: 78,72 m; (moldauischer Rekord)